# Liste der Fornminnen in Torsåker

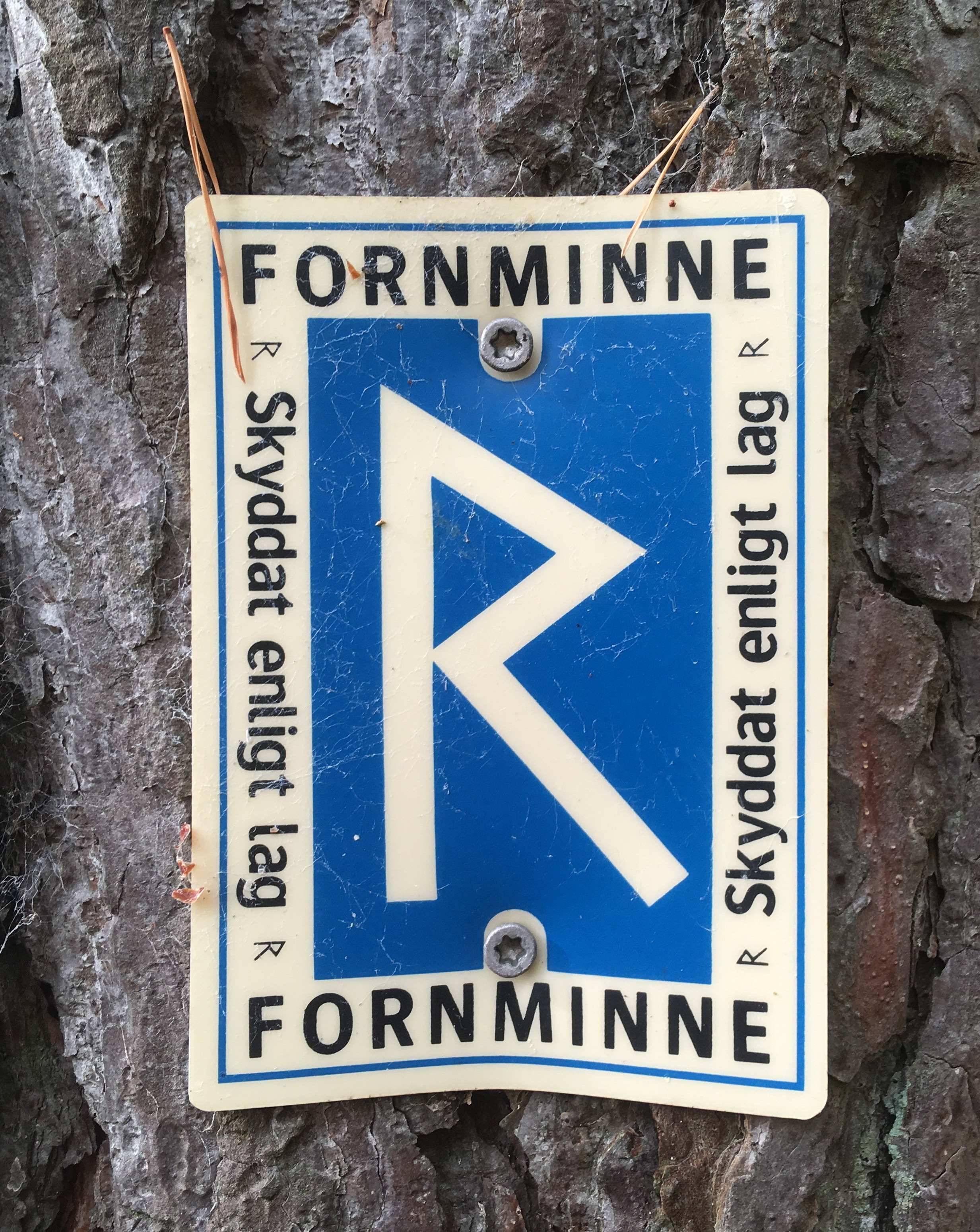
Zeichen für „Fornminnen“ in Schweden

Diese Liste der Fornminnen in Torsåker zeigt die „Alten/antiken Denkmale“ (schwedisch fornminnen) im ehemaligen Socken Torsåker in der heutigen Gemeinde Kramfors der schwedischen Provinz Västernorrlands län, sie ist eine Teilliste der „Liste der Fornminnen in Västernorrland“. Die Aufteilung basiert auf der historischen Zuordnung der Gebiete in Socken (siehe auch) und der Einteilung des Zentralamts für Denkmalpflege Riksantikvarieämbetet (RAÄ). Es werden die Fornminnen aufgeführt, die auf dem Suchdienst „Fornsök“ registriert sind, welcher weitere Informationen zu den bekannten kulturhistorischen Überresten in Schweden enthält.

## Begriffserklärung
Fornminnen (schwedisch für alte/antike Denkmale oder archäologische Funde) sind in Schweden alte Objekte und archäologische Funde (Fornlämningar), welche die Überreste menschlicher Aktivitäten in der Vergangenheit bezeichnen, die durch frühere Nutzung entstanden sind und dauerhaft aufgegeben wurden. Dabei gilt für Fornminnen, die vor 1850 entstanden sind, dass sie automatisch durch das Gesetz geschützt sind. Aber auch jüngere Überreste können zu Bodendenkmalen erklärt werden, wenn sie sich an ihrem ursprünglichen Standort befinden und weitgehend erdgebunden sind. Als Fornminnen zählen u. a. Siedlungen und Siedlungsreste aus prähistorischer Zeit, Gräber und Grabstätten, Burgruinen, Ruinen von Klöstern, Kirchen und Schlössern, Steine und Felsen mit Inschriften und Bildern (z. B. Runensteine und Petroglyphen), insofern sie nicht schon als Einzeldenkmal unter Byggnadsminnen (schwedisch für Baudenkmale) oder kyrkliga Kulturminnen (schwedisch für kirchliches Kulturgut) ausgewiesen sind.

## Legende
| ID           | = | ID.Nr. des Denkmalregisters (Fornsök) im schwedische Amt für nationales Kulturerbe (Riksantikvarieämbetet (RAÄ)) |
| Lage         | = | Koordinatenangabe des Standorts                                                                                  |
| Bezeichnung  | = | Bezeichnung des Denkmalobjekts (auch RAÄ-Nr.)                                                                    |
| Beschreibung | = | Name (Denkmaltyp/Dokumentenverweis im Arkivsök) sowie eine kurze Beschreibung des Objekts                        |
| Bild         | = | Bild des Objekts sowie Verweis auf weitere Bilder                                                                |

## Liste Fornminnen Torsåker
| ID             | Lage    | Bezeichnung (RAÄ-Nr.)      | Beschreibung | Bild           |
| -------------- | ------- | -------------------------- | --- | -------------- |
| 10250300030001 | (Karte) | Torsåker 3:1               | Torsåker 3:1 (Hügelgrab / L1935:7880) Beschreibung ergänzen | Weitere Bilder |
| 10250300030002 | (Karte) | Torsåker 3:2               | Torsåker 3:2 (Steinsetzung / L1935:7863) Beschreibung ergänzen | Weitere Bilder |
| 10250300040001 | (Karte) | Torsåker 4:1               | Torsåker 4:1 (Hügelgrab / L1935:8493) Beschreibung ergänzen | Weitere Bilder |
| 10250300040002 | (Karte) | Torsåker 4:2               | Torsåker 4:2 (Steinsetzung / L1935:7843) Beschreibung ergänzen | Weitere Bilder |
| 10250300050001 | (Karte) | Torsåker 5:1               | Torsåker 5:1 (Hügelgrab / L1935:7245) Beschreibung ergänzen | Weitere Bilder |
| 10250300050002 | (Karte) | Torsåker 5:2               | Torsåker 5:2 (Hügelgrab / L1935:7166) Beschreibung ergänzen | Weitere Bilder |
| 10250300060001 | (Karte) | Torsåker 6:1               | Torsåker 6:1 (Hügelgrab / L1935:7246) Beschreibung ergänzen | Weitere Bilder |
| 10250300070001 | (Karte) | Torsåker 7:1               | Torsåker 7:1 (Hügelgrab / L1935:8317) Beschreibung ergänzen | Weitere Bilder |
| 10250300070002 | (Karte) | Torsåker 7:2               | Torsåker 7:2 (Hügelgrab / L1935:7773) Beschreibung ergänzen | Weitere Bilder |
| 10250300080001 | (Karte) | Torsåker 8:1 Rogstaklippen | Torsåker 8:1 (Wallburg / L1935:7844) Überreste einer ehemaligen Wallburg (auch als schwedisch Rogstaklippen bezeichnet) auf einem etwa 140 m hohem Felsplateau etwa 1,1 km westlich von „Torsåkers kyrka“; bestehend aus 3 Steinmauern. Das Plateau ist außer nach Süden nach allen Seiten steil abfallend, dort befinden sich die Mauern. Eine Nord-Süd-Mauer, welche im Norden 22 m lang und 4 m breit ist und der Südteil 83 m lang und bis zu 3 m breit, welche bis zu 1 m hoch ist und aus tw. bis zu 2 m großen Steinen besteht. Am unterbrochenen Mauerabschnitt der Nord-Süd-Mauer befindet sich vorgelagert einen Außenmauer von 38 m Länge und bis zu 2,5 m Breite mit fast 2 m Höhe und dazwischen ein Weg. Im Süden der Nord-Süd-Mauer befindet sich die 3. Mauer, welche nach Ost-West verläuft und etwa 73 m lang, bis zu 3 m breit und bis zu 1,2 m hoch ist und eine erkennbare ehemalige Toröffnung hat. 1998 wurde die Burg archäologisch untersucht und dabei gefundene Holzkohleproben analysiert, welche eine Datierung von 400–550 n. Chr. ergaben | Weitere Bilder |
| 10250300100001 | (Karte) | Torsåker 10:1              | Torsåker 10:1 (Hügelgrab / L1935:7917) Beschreibung ergänzen | Weitere Bilder |
| 10250300100002 | (Karte) | Torsåker 10:2              | Torsåker 10:2 (Hügelgrab / L1935:7378) Beschreibung ergänzen | Weitere Bilder |
| 10250300110001 | (Karte) | Torsåker 11:1              | Torsåker 11:1 (Hügelgrab / L1935:7555) Beschreibung ergänzen | Weitere Bilder |
| 10250300110003 | (Karte) | Torsåker 11:3              | Torsåker 11:3 (Steinsetzung / L1935:8169) Beschreibung ergänzen | Weitere Bilder |
| 10250300140001 | (Karte) | Torsåker 14:1              | Torsåker 14:1 (Hügelgrab / L1935:8162) Beschreibung ergänzen | Weitere Bilder |
| 10250300170001 | (Karte) | Torsåker 17:1 Styresholm   | Torsåker 17:1 (Festung/Burg / L1935:7337) ehemalige Festungsburg (als schwedisch „Styresholm“ bezeichnet) am Ångermanälven östlich des Orts Prästmon. Das heute am Ufer befindlich Areal der im 14. Jahrhundert errichteten damaligen Inselanlage von etwa 160 x 80 m teilt sich in ein Nord- und Südplateau. Das Nordplateau (etwa 16 x 30 m Umfang) erhebt sich etwa 5 m und ist im Süden durch einen Graben begrenzt, darauf eine etwa 6 m Durchmesser und 1 m Tiefe umfassende Grube, wahrscheinlich ehemals Standort eines Hauses. Auf dem Südplateau (etwa 20 x 16 m Umfang) wurde ebenfalls eine 10 x 6 m Grube entdeckt, welche wahrscheinlich auch der Standort eines Hauses war. Südlich und nördlich der Hauptlateaus schließen sich weitere niedrigere Plateaus an welche Gräben und aufgeworfene Wälle aufzeigen. Etwa 250 m westlich davon befindet sich die Befestigungsanlage (schwedisch „Pukeborg“) Torsåker 69:1 (L1935:8244) | Weitere Bilder |
| 10250300230001 | (Karte) | Torsåker 23:1 Skelettåkern | Torsåker 23:1 (Friedhof / L1935:7929) Begräbnisplatz (auch als schwedisch Skelettåkern bezeichnet) von unbekannter Größe bei der Siedlung Björned am Westufer des Ångermanälven etwa 2,5 km nördlich Torsåker; hier wurden mehrere Skelette gefunden, welche z.Zt. Gegenstand archäologischer Untersuchungen sind. Befindet sich etwa 30 m südöstlich des Hügelgrab Torsåker 97:1 (L1935:8292). | Weitere Bilder |
| 10250300240001 | (Karte) | Torsåker 24:1              | Torsåker 24:1 (Hügelgrab / L1935:7881) Beschreibung ergänzen | Weitere Bilder |
| 10250300280001 | (Karte) | Torsåker 28:1              | Torsåker 28:1 (Hügelgrab / L1935:7947) Beschreibung ergänzen | Weitere Bilder |
| 10250300280002 | (Karte) | Torsåker 28:2              | Torsåker 28:2 (Hügelgrab / L1935:8494) Beschreibung ergänzen | Weitere Bilder |
| 10250300300001 | (Karte) | Torsåker 30:1              | Torsåker 30:1 (Gräberfeld / L1935:7969) Beschreibung ergänzen | Weitere Bilder |
| 10250300460001 | (Karte) | Torsåker 46:1              | Torsåker 46:1 (Steinsetzung / L1935:7408) Beschreibung ergänzen | Weitere Bilder |
| 10250300470001 | (Karte) | Torsåker 47:1              | Torsåker 47:1 (Hügelgrab / L1935:7409) Beschreibung ergänzen | Weitere Bilder |
| 10250300490001 | (Karte) | Torsåker 49:1              | Torsåker 49:1 (Hügelgrab / L1935:8005) Beschreibung ergänzen | Weitere Bilder |
| 10250300490002 | (Karte) | Torsåker 49:2              | Torsåker 49:2 (Hügelgrab / L1935:7931) Beschreibung ergänzen | Weitere Bilder |
| 10250300490003 | (Karte) | Torsåker 49:3              | Torsåker 49:3 (Hügelgrab / L1935:8004) Beschreibung ergänzen | Weitere Bilder |
| 10250300530001 | (Karte) | Torsåker 53:1              | Torsåker 53:1 (Steinsetzung / L1935:7412) Beschreibung ergänzen | Weitere Bilder |
| 10250300540001 | (Karte) | Torsåker 54:1              | Torsåker 54:1 (Hügelgrab / L1935:8025) Beschreibung ergänzen | Weitere Bilder |
| 10250300590001 | (Karte) | Torsåker 59:1              | Torsåker 59:1 (Hügelgrab / L1935:8032) Beschreibung ergänzen | Weitere Bilder |
| 10250300670001 | (Karte) | Torsåker 67:1              | Torsåker 67:1 (Gräberfeld / L1935:7427) Beschreibung ergänzen | Weitere Bilder |
| 10250300690001 | (Karte) | Torsåker 69:1 Pukeborg     | Torsåker 69:1 (Burg / L1935:8244) Überreste eine Befestigungsanlage einer ehemaligen Burg (auch als schwedisch Pukeborg bezeichnet), auf einem Gebiet von 40 x 90 m befinden sich zwei Felsplateaus, welche von Gräben (bis zu 3 m breit und 1 m tief) und Mauern (bis zu 3 m breit und etwa 1 m hoch) durchzogen sind. Das Nordplateau hat einen etwa 24 x 22 m Umfang und das Südplateau etwa 16 x 16 m, wobei es durch die Eisenbahnlinie durchschnitten ist. Etwa 250 m östlich davon heute am Ufer des Ångermanälven befindet sich die ehemalige Inselburg (schwedisch „Styresholm“) Torsåker 17:1 (L1935:7337). | Weitere Bilder |
| 10250300860001 | (Karte) | Torsåker 86:1              | Torsåker 86:1 (Alm / L1935:7608) Beschreibung ergänzen | Weitere Bilder |
| 10250300870001 | (Karte) | Torsåker 87:1              | Torsåker 87:1 (Alm / L1935:8276) Beschreibung ergänzen | Weitere Bilder |
| 10250300940001 | (Karte) | Torsåker 94:1              | Torsåker 94:1 (Hausfundament / L1935:8342) Beschreibung ergänzen | Weitere Bilder |
| 10250300960001 | (Karte) | Torsåker 96:1              | Torsåker 96:1 (Hügelgrab / L1935:8291) Beschreibung ergänzen | Weitere Bilder |
| 10250300970001 | (Karte) | Torsåker 97:1              | Torsåker 97:1 (Hügelgrab / L1935:8292) ovales (etwa 10 x 11 m Umfang) Hügelgrab bis zu 1,6 m Höhe bei der Siedlung Björned am Westufer des Ångermanälven etwa 2,5 km nördlich Torsåker; im Ostteil eine kellerartige Höhle und im Südteil eine 6 x 1 m Grube, was vermutlich die Grabkammer war. Befindet sich etwa 30 m nordwestlich neben der Begräbnisstätte Torsåker 23:1 (L1935:7929) | Weitere Bilder |
| 10250301000001 | (Karte) | Torsåker 100:1             | Torsåker 100:1 (Alm / L1935:7668) Beschreibung ergänzen | Weitere Bilder |